# 遙遠的冰果室
《遙遠的冰果室》爲臺灣作家陳嵩嵐以筆名Hally Chen 於2010年至2012年期間連載於《河彎》雜誌
的同名專欄。2013年重新整理2008年至2013年田野調查期間所有訪談文字與照片資料，該年9月集結成冊出版。書中收錄臺灣本地23間平均店齡30年以上冰果室經營者之口述故事與照片，爲臺灣首部記錄本地冰果室飲食文化之出版物。

## 目錄
1. 木質八寶冰，繽紛頭城情。宜蘭──小涼園剉冰
2. 冰果兼食肆，人情漫洄瀾。花蓮──金城冰果室
3. 鋼管甜紅茶，百萬酸甘味。花蓮──廟口紅茶與南橋行
4. 六十年蔗冰，無添加美味。花蓮──豐春冰果店
5. 最文明調理，甜蜜為客人。臺東──正東山冰店
6. 恆春四十載，冷熱皆相宜。恆春──阿伯綠豆饌
7. 冰魔法阿嬤，高級的誠意。旗山。常美冰店
8. 楊桃杏仁露，獨門家鄉味。旗山──朝林冰果室
9. 新店顧老攤，赤手刨冰屑。嘉義竹仔腳──阿娥手工刨冰
10. 八十年功夫，空手切圓仔。臺南，江水號
11. 尋常的優雅，老庶民美學。佳里－－美娜冰果室
12. 番茄沾醬油，相思鮮奶茶。新化－－共益冰果室
13. 熱情愛玉塊，用心一甲子。麻豆──龍泉冰店
14. 遺蹟冰果室，用心循古法。鹽水──銀鋒冰果室
15. 時代的精彩，不褪的美味。草屯──光明冰果室
16. 相生又相顧，人情酸甘味。霧峰──牛乳大王
17. 冷熱皆適宜，四季都精彩。豐原──金樹冰果室
18. 剉冰五十載，環保人情味。後龍──邱家杏仁露
19. 美味冷熱食，澎拜四果冰。苗栗──湯記冰果室
20. 夏冰冬肉圓，個性看板娘。頭份──旭光冰果店
21. 三代溫熱情，永續清涼味。中壢──益新冰果室
22. 高級不昂貴，華麗中登場。臺北華西街──珍果冰果室

特搜「遇見遙遠的職人」 
1. 製冰八十三載，旗山製冰廠
2. 臺灣現役最老，最後冰杓職人
3. 手工古早味老冰碗，五代立晶窯